# Randall Park

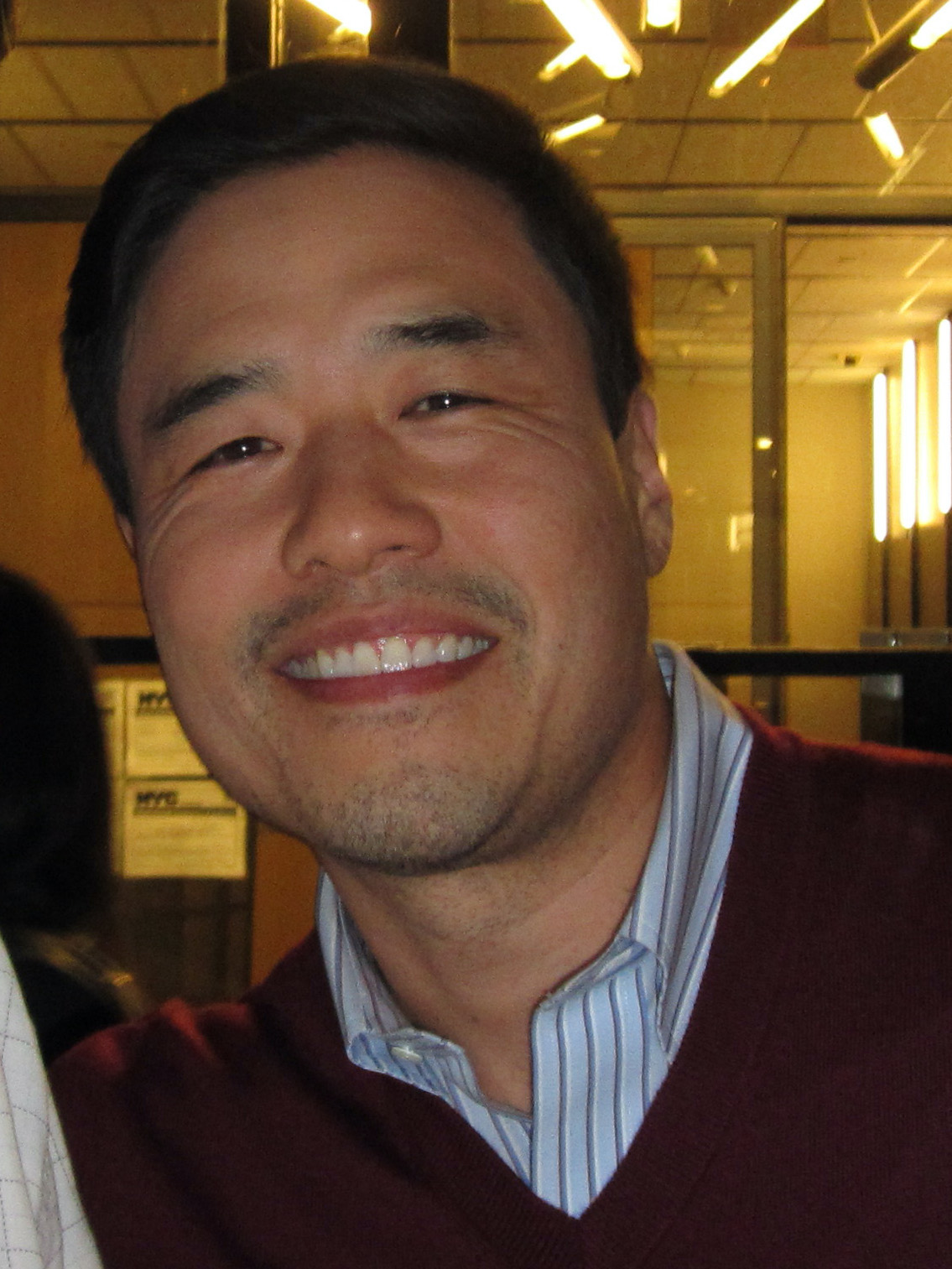
Randall Park (Februar 2016)

Randall Park (* 23. März 1974 in Los Angeles, Kalifornien) ist ein US-amerikanischer Schauspieler südkoreanischer Herkunft. Bekannt ist er für seine Rolle als Kim Jong-un in The Interview. Er spielt eine der Hauptrollen in der Fernsehserie Fresh Off the Boat. Seit Beginn seiner Karriere war er in über 120 Film- und Fernsehproduktionen zu sehen. Für sein Regiedebüt wählte er die Graphic Novel Shortcomings von Adrian Tomine.

## Leben
Randall Park wurde als Sohn südkoreanischer Einwanderer geboren. Seine Mutter war als Buchhalterin an der University of California, Los Angeles tätig, sein Vater betrieb einen Fotoladen. Er schloss sein Studium mit einem Bachelor in Englisch an der University of California, Los Angeles ab. 2003 fing seine Karriere als Schauspieler an. Seine erste Rolle spielte er 2003 in dem Kurzfilm Dragon of Love, der 2003 bei dem Hawaii International Film Festival als bester Kurzfilm des Jahres 2003 ausgezeichnet wurde. Bekannt wurde er 2014 durch seine Rolle als Kim Jong-un in der Slapstickkomödie The Interview. Das Sundance Filmfestival kündigte die Premiere seines Debüts als Regisseur für die Festivalausgabe 2023 an – dabei handelt es sich um die Verfilmung der Graphic Novel Shortcomings von Adrian Tomine.
Randall Park ist verheiratet mit der Schauspielerin Jae Suh Park. Gemeinsam haben sie eine Tochter.
2018 wurde er in die Academy of Motion Picture Arts and Sciences berufen, die jährlich die Oscars vergibt.

## Filmografie
- 2003: Fastlane (Fernsehserie)
- 2003: Reno 911! (Fernsehserie)
- 2003: Las Vegas (Fernsehserie)
- 2004: Alias – Die Agentin (Alias, Fernsehserie)
- 2004: Emergency Room – Die Notaufnahme (ER, Fernsehserie)
- 2005: Will Unplugged
- 2005: Dr. House (House, Fernsehserie)
- 2005: American Fusion
- 2006: Four Kings (Fernsehserie)
- 2006: The Achievers
- 2006–2007: Reich und Schön (The Bold and the Beautiful, Fernsehserie, 2 Folgen)
- 2006–2007: MADtv (Fernsehserie, 3 Folgen)
- 2007: Universal Remote
- 2007: Nick Cannon Presents: Short Circuitz (Fernsehserie, 3 Folgen)
- 2007: Cold Case – Kein Opfer ist je vergessen (Cold Case, Fernsehserie)
- 2008: iCarly (Fernsehserie)
- 2008: Fix
- 2008: Winged Creatures
- 2008: The Sarah Silverman Program. (Fernsehserie)
- 2008: Eli Stone (Fernsehserie)
- 2009: Road to the Altar
- 2009: Gary Unmarried (Fernsehserie)
- 2009: Lass es, Larry! (Curb Your Enthusiasm, Fernsehserie)
- 2009: The People I’ve Slept With
- 2010: The 41-Year-Old Virgin Who Knocked Up Sarah Marshall and Felt Superbad About It
- 2010: Dinner für Spinner (Dinner for Schmucks)
- 2010: Community (Fernsehserie)
- 2010–2011: Svetlana (Fernsehserie, 3 Folgen)
- 2011: CSI: Vegas (CSI: Crime Scene Investigation, Fernsehserie)
- 2011: The Good Doctor
- 2011: Larry Crowne
- 2011–2013: Supah Ninjas (Fernsehserie, 27 Folgen)
- 2012: Fast verheiratet (The Five-Year Engagement)
- 2012: Das Büro (Fernsehserie)
- 2012: New Girl (Fernsehserie)
- 2012: Mr. Box Office (Fernsehserie)
- 2012–2017: Veep – Die Vizepräsidentin (Veep, Fernsehserie, 13 Folgen)
- 2013–2014: The Mindy Project (Fernsehserie, 3 Folgen)
- 2014: They Came Together
- 2014: Bad Neighbors (Neighbors)
- 2014: Awesome Asian Bad Guys
- 2014: Robot Chicken (Fernsehserie)
- 2014: Sex Tape
- 2014: Newsreaders (Fernsehserie, 3 Folgen)
- 2014: The Interview
- 2015: Community (Fernsehserie)
- 2015: Amigo Undead
- 2015: Everything Before Us
- 2015: Dating Queen (Trainwreck)
- 2015: Wet Hot American Summer: First Day of Camp (Fernsehserie, 4 Folgen)
- 2015: Mikael
- 2015: The Meddler
- 2015: Die Highligen Drei Könige (The Night Before)
- 2015–2020: Fresh Off the Boat (Fernsehserie)
- 2016: Die Hollars – Eine Wahnsinnsfamilie (The Hollars)
- 2016: Dr. Ken (Fernsehserie)
- 2016: Childrens Hospital (Fernsehserie)
- 2016: Idiotsitter (Fernsehserie)
- 2016: Bajillion Dollar Propertie$ (Fernsehserie)
- 2016: Office Christmas Party
- 2017: Casino Undercover
- 2017: The Disaster Artist
- 2017: The LEGO Ninjago Movie (Stimme)
- 2018: Ant-Man and the Wasp
- 2018: Aquaman
- 2019: Long Shot – Unwahrscheinlich, aber nicht unmöglich (Long Shot)
- 2019: Always Be My Maybe
- 2020: Valley Girl
- 2021: WandaVision (Fernsehserie, 6 Folgen)
- 2022: Blockbuster (Fernsehserie)
- 2022: The People We Hate at the Wedding
- 2023: Your Place or Mine
- 2023: Ant-Man and the Wasp: Quantumania
- 2023: Shortcomings (Regie)
- 2023: Doggy Style (Strays, Stimme von Hunter)
- 2023: Aquaman: Lost Kingdom (Aquaman and the Lost Kingdom)
- 2023: Blue Eye Samurai (Stimme, 8 Folgen)
- 2023: Gremlins – Secrets of the Mogwai (Fernsehserie, Stimme, 1 Folge)
- 2023: Solar Opposites (Fernsehserie, Stimme, 1 Folge)
- 2023: Big Mouth (Fernsehserie, Stimme, 1 Folge)
- 2025: The Residence  (Fernsehserie, 8 Folgen)
- 2025: Night Always Comes